# Costello Tagliapietra
Costello Tagliapietra es una casa de moda, establecida en Nueva York. Fue fundada y dirigida por Jeffrey Costello (n. Bristol, Pennsylvania) and Robert Tagliapietra (n. Nueva York).
Tras once años de conocerse (en 1994) y trabajar juntos, Costello y Tagliapietra presentaron su primera colección para la temporada de primavera 2005 en la semana de la Moda de Nueva York.
Desde sus inicios y hasta la fecha (temporada de otoño de 2009) presentan una línea de ropa para mujer, lista para usarse.

## Diseñadores
- Jeffrey Costello, desde la temporada primavera 2005 a la fecha (otoño de 2009).

- Robert Tagliapietra, desde la temporada primavera 2005 a la fecha (otoño de 2009).

## Tiendas
La marca tiene tiendas en EUA, Bélgica, Francia, Alemania, Líbano, Rusia, Arabia Saudí y Turquía.